# Moriville
Moriville ist eine französische Gemeinde mit 436 Einwohnern (1. Januar 2022) im Département Vosges in der Region Grand Est. Sie gehört zum Arrondissement Épinal und zum Gemeindeverband Agglomération d’Épinal.

## Geografie

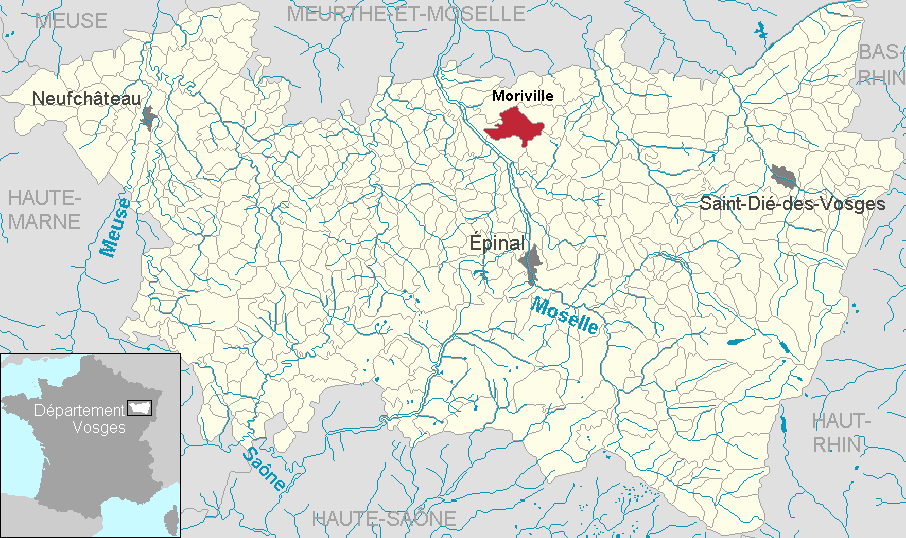
Lage der Gemeinde Moriville
im Département Vosges

Die Gemeinde Moriville liegt 22 Kilometer nördlich von Épinal. Im Westen erreicht das 25 km² große Gemeindegebiet das Moseltal. Moriville ist von großen Waldgebieten umgeben (Forêt de Fraize, Forêt de Ternes, Le Grand Bois).
Nachbargemeinden von Moriville sind Damas-aux-Bois im Norden, Rehaincourt im Nordosten, Hadigny-les-Verrières im Südosten, Châtel-sur-Moselle sowie Portieux im Westen.

## Geschichte
1114 wurde das Dorf erstmals als Murini Villa in einer Urkunde des Priorates Belval (heute in der benachbarten Gemeinde Portieux) erwähnt. Moriville unterstand den Herzögen von Lothringen sowie der Vogtei in Charmes. Kirchlich gehörten die Bewohner zur Pfarrei in Châtel-sur-Moselle, Teil des Dekanates Épinal.

## Bevölkerungsentwicklung
| Jahr      | 1962 | 1968 | 1975 | 1982 | 1990 | 1999 | 2006 | 2012 | 2021 |
| --------- | ---- | ---- | ---- | ---- | ---- | ---- | ---- | ---- | ---- |
| Einwohner | 404  | 411  | 393  | 389  | 380  | 401  | 434  | 431  | 428  |

Im Jahr 1886 wurde mit 798 Bewohnern die bisher höchste Einwohnerzahl ermittelt. Die Zahlen basieren auf den Daten von cassini.ehess und INSEE.

## Sehenswürdigkeiten
- Kirche St-Maurice
- Kapelle Notre-Dame de Grâce
- Lavoir
- Wasserturm

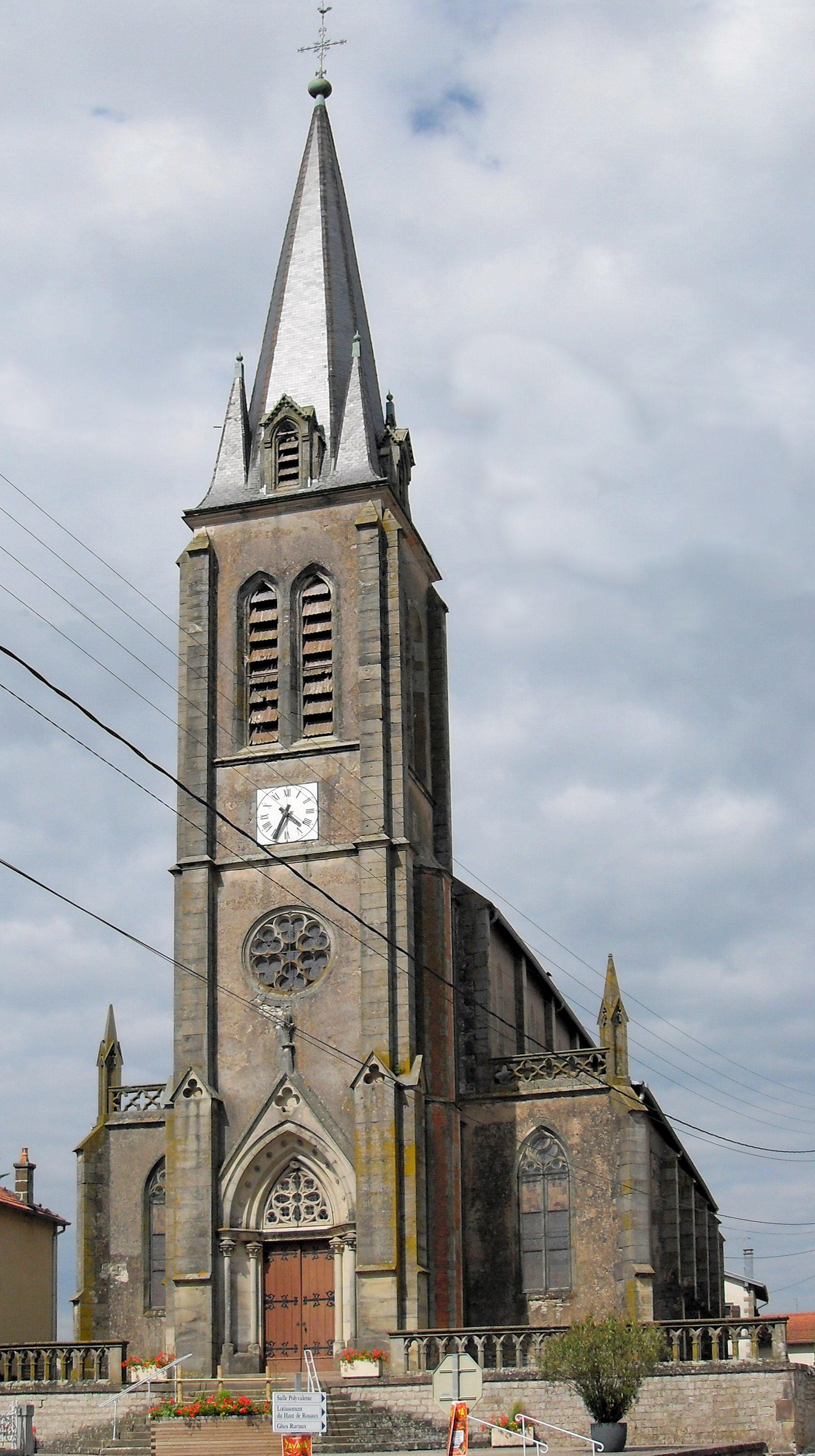
Kirche Saint-Maurice
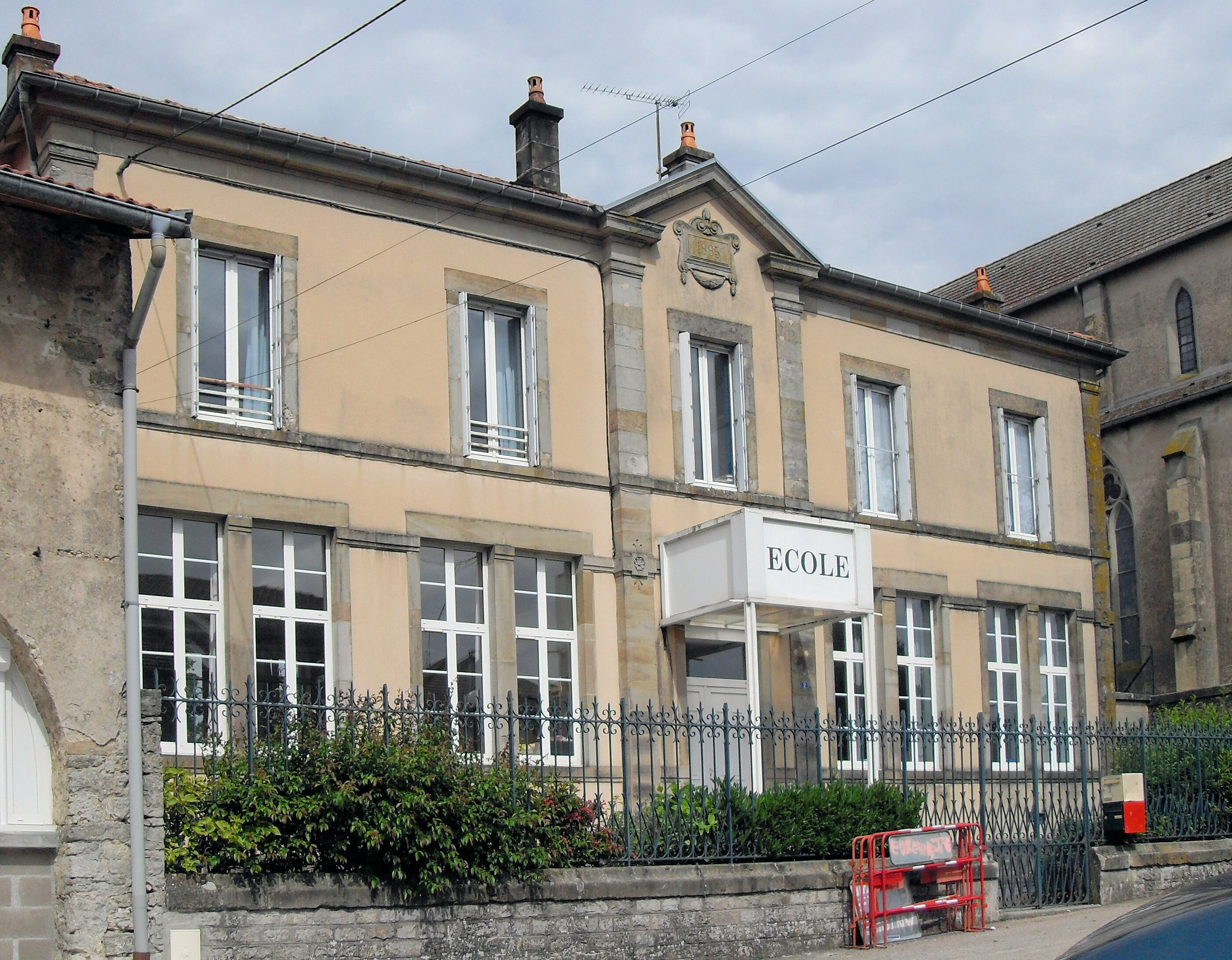
Schule
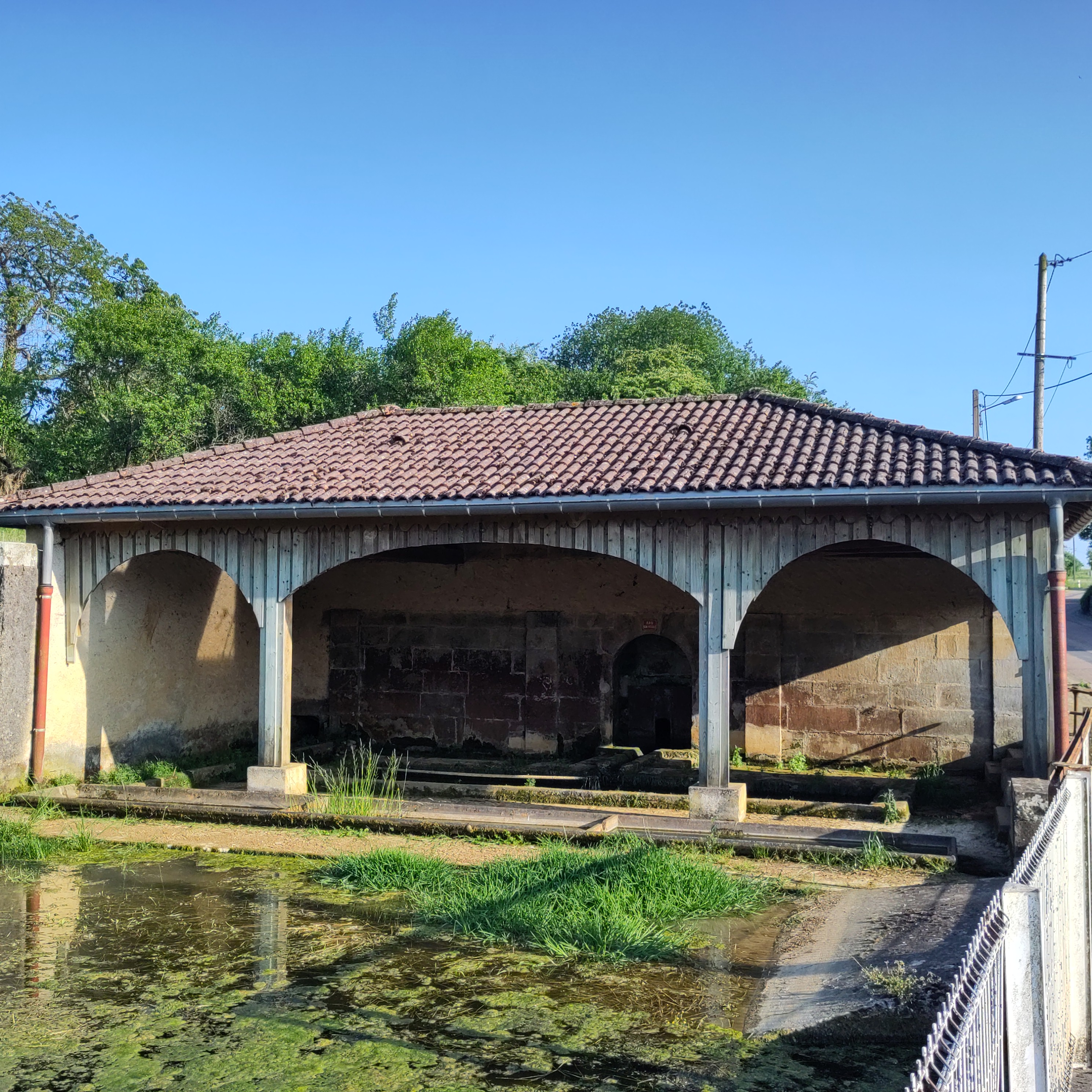
Lavoir

## Wirtschaft und Infrastruktur
In der Gemeinde sind acht Landwirtschaftsbetriebe ansässig (Rinder- und Pferdezucht).
Durch die Gemeinde Moriville führt die Fernstraße D 32 von Charmes nach Rambervillers. Sechs Kilometer südwestlich von Moriville besteht ein Anschluss an die autobahnartig ausgebaute RN 57 von Nancy nach Épinal. Der fünf Kilometer entfernte Bahnhof Châtel-Nomexy liegt an der Bahnstrecke Blainville-Damelevières–Lure.

## Belege
1. ↑  vosges-archives.com/moriville (PDF) (Seite nicht mehr abrufbar, festgestellt im Mai 2019. Suche in Webarchiven)  Info: Der Link wurde automatisch als defekt markiert. Bitte prüfe den Link gemäß Anleitung und entferne dann diesen Hinweis. (PDF-Datei, französisch; 80 kB)
2. ↑  Moriville auf cassini.ehess
3. ↑  Moriville auf INSEE
4. ↑  Landwirtschaftsbetriebe auf annuaire-mairie.fr (französisch)